# پرسی جکسون و المپ‌نشینان
پرسی جکسون و المپ‌نشینان (به انگلیسی: Percy Jackson & the Olympians) مجموعه‌ای از رمان‌های خیال‌پردازی نوشته شده توسط نویسندهٔ آمریکایی ریک ریوردن و اولین مجموعه کتاب دربارهٔ وقایع‌نگاری اردوگاه دورگه‌ها‌ است.
این مجموعه داستان پسری نیمه‌خدا به نام پرسی جکسون را روایت می‌کند. پنج کتاب تکمیلی به همراه نسخه‌های گرافیکی هر کتاب از سری اول نیز منتشر شده است. بیش از ۶۹ میلیون نسخه از این کتاب‌ها در بیش از ۳۵ کشور جهان به فروش رسیده است.
تا تاریخ ۲۸ اکتبر ۲۰۱۱، این کتاب‌ها به مدت ۲۴۵ هفته در فهرست کتاب‌های پرفروش نیویورک تایمز برای ادبیات کودک بوده‌اند. اولین کتاب در سال ۲۰۱۰ به فیلمی با عنوان پرسی جکسون و المپ‌نشینان: دزد آذرخش اقتباس شد که از نظر تجاری موفقیت‌آمیز بود، اما به دلیل انحرافات عمده از کتاب‌ها نظرات متفاوتی را از طرفداران در سراسر جهان دریافت کرد. اقتباسی از کتاب دوم با عنوان پرسی جکسون: دریای هیولاها در سال ۲۰۱۳ منتشر شد. اقتباسی تلویزیونی از این مجموعه با نام پرسی جکسون و المپ‌نشینان در سال ۲۰۲۳ پخش شد.

## کتاب‌ها

### دزد آذرخش
دزد آذرخش اولین کتاب از این مجموعه است که در تاریخ ۲۸ ژوئن ۲۰۰۵ منتشر شد.
پرسی برای تعطیلات تابستانی به خانه برمی گردد، پس از آن او و مادر فانی‌اش سالی جکسون به کلبه ای در مونتاک می‌روند تا فکر خود را از کار دور کنند و از پدرخوانده پرسی، گیب اوگلیانو فرار کنند. هرچند، این سفر پس از یکسری حوادث دلخراش، مانند حمله توسط مینوتور، که منجر به مرگ مادرش می‌شود، خیلی زود پایان می‌یابد. پرسی خود را در اردوگاه دورگه، یک اردوگاه آموزشی برای نیمه‌خدایان مانند خودش می‌بیند. او درمی‌یابد که او یک‌نیمه‌خدا، پسر پوزئیدون، خدای یونانی دریا است. پرسی همچنین می‌فهمد که بهترین دوست او، گروور آندروود، در واقع یک ساتیر، یک روح جنگلی با یک تنه انسانی، شاخ و پایین‌تنه بز است و زئوس پرسی را به دزدیدن سلاح اصلی خود، قدرتمندترین سلاح در دنیا، متهم می‌کند. پرسی برای پاکسازی نام خود، نجات جهان از جنگی دیگر بین خدایان المپ‌نشین و حتی شاید نجات مادر خودش، برای بازیابی آذرخش از هادس که مظنون به دزد واقعی است، دست به کار می‌شود؛ بنابراین، پرسی، گروور و آنابث چیس، دختر آتنا، سفری به جهان زیرین را شروع می‌کنند و در بین راه با هیولاهای افسانه‌ای متعددی روبرو می‌شوند. آن‌ها پس از رویارویی با هادس بی‌گناه، می‌فهمند که دوستشان لوک کاستلان، پسر هرمس، سارق واقعی است که آذرخش را دزدیده تا به کرونوس، پادشاه تیتان‌های شکست خورده از گذشته، فرصتی برای قیام دوباره دهد.
این کتاب توسط کریس کلمبوس و فاکس قرن بیستم تحت عنوان پرسی جکسون و المپ‌نشینان: دزد آذرخش اقتباس شد و در ۱۲ فوریه ۲۰۱۰ اکران شد.سریال ای مجموعه رمان با استقبال نسبتا خوبی مواجه شد.

### دریای هیولاها
دریای هیولاها دومین کتاب از این مجموعه است که در تاریخ ۱ آوریل ۲۰۰۶ منتشر شد.
اردوگاه دورگه مورد حمله قرار می‌گیرد وقتی درخت تالیا، که از مرزهای اردوگاه محافظت می‌کند، مسموم شده و به آرامی شروع به مردن می‌کند. برای نجات درخت و اردوگاه، کسی باید پشم زرین را که در جایی از دریای هیولاها، مثلث برمودا است، بازیابی کند. در همین زمان، پرسی می‌فهمد که گروور، که در جستجوی یافتن خدای گمشده پان بوده است، توسط پولیفموس سیکلوپ اسیر شده و پشم در جزیرهٔ پولیفموس است. پرسی به همراه آنابت و برادر ناتنی‌اش تایسون، یک سیکلوپ که تازه به اردوگاه رسیده است، برای نجات گروور راهی می‌شود، گرچه تانتالوس که جایگزین کیرون شده است، او را از این کار منع می‌کند. در همین حال، کلاریس لارو، دختر آرس، توسط اردوگاه دورگه به یک جستجوی رسمی برای بازیابی پشم فرستاده می‌شود. سفر به دریای هیولاها طولانی و خطرناک است و در طول راه قهرمانان با خطرات زیادی از جمله سکولا و خاروبدیس، کیرکهٔ جادوگر، سیرن‌ها و دوست سابق‌شان لوک کاستلان مواجه می‌شوند. پرسی همچنین در مورد یک پیشگویی از اوراکل در مورد فرزند یکی از سه خدای مهم (زئوس، پوزئیدون و هادس)، که «سه بزرگ» نیز نامیده می‌شوند، اطلاعاتی کسب می‌کند، که نقشی اساسی در موفقیت یا شکست قیام کرونوس تیتان پادشاه و نجات المپ دارد. قهرمانان سرانجام پشم را بازیابی می‌کنند و درخت تالیا را بازیابی می‌کنند اما همچنین ندانسته خود تالیا را نیز احیا می‌کنند، که وقتی سال‌ها پیش خود را فدا کرده بود تا آنابث و لوک به سلامت به اردوگاه دورگه برسند، توسط پدرش به درخت تبدیل شده بود.
این کتاب توسط تور فرویدنتال و فاکس قرن بیستم تحت عنوان پرسی جکسون: دریای هیولاها اقتباس شد و در ۷ اوت ۲۰۱۳ اکران شد.

### نفرین تیتان
نفرین تیتان سومین کتاب از این مجموعه است که در تاریخ ۱ مه ۲۰۰۷ منتشر شد.
در یک مأموریت برای نجات دورگه‌ها بیانکا و نیکو دی‌آنجلو؛ پرسی، آنابث، تالیا و گروور مورد حمله یک مانتیکور قرار می‌گیرند و توسط الهه آرتمیس و شکارچیانش نجات می‌یابند. با این حال، آنابث هنگام جنگ با مانتیکور، از روی صخره‌ای می‌افتد و گفته می‌شود که اسیر شده است. سپس، آرتمیس هنگام شکار اوفیوتائوروس، یک هیولای گاو ماری که پیش‌بینی شده بود هنگامی که احشاء و امعاء آن در آتش قربانی شود سقوط المپ را به ارمغان می‌آورد، توسط ارتش لوک اسیر می‌شود. دست راست او زوئی نایت‌شید، دختر اطلس و خواهر هسپریدها، بیانکا، تالیا و گروور را در جست‌وجویی برای نجات او هدایت می‌کند. پرسی که از او برای پیوستن به جست‌وجو دعوت نشده بود، به نمایندگی از نیکو دی‌آنجلو آن‌ها را دنبال می‌کند و قول می‌دهد که تمام تلاش خود را برای محافظت از خواهرش، بیانکا انجام خواهد داد. بقیه سرانجام پرسی را پیدا می‌کنند و او به گروه آن‌ها می‌پیوندد.
آنها طعمهٔ اسکلت‌هایی می‌شوند که در سراسر کشور آن‌ها را تعقیب می‌کنند. بیانکا قادر است یکی را بکشد، که بقیه را مبهوت می‌کند. بعدها بیانکا در حالی که آن‌ها از یک آشغال‌دانی خدایی عبور می‌کردند می‌میرد و بنابراین، وعدهٔ پرسی به نیکو عملاً شکسته می‌شود. آن‌ها آنابث را با لوک و آرتمیس، که آسمان را نگه داشته است، می‌یابند. سپس پرسی آن را از آرتمیس می‌گیرد و آن‌ها اطلس را به موقعیت اصلی خود در زیر آسمان فریب می‌دهند. تالیا به عنوان دست راست آرتمیس، جایگزین زوئی که می‌میرد می‌شود. معرفی تالیا به عنوان دست راست آرتمیس تضمین می‌کند که او جاودانه خواهد شد، هرگز به سن ۱۶ سالگی نمی‌رسد و بنابراین از پیشگویی بزرگ فرار می‌کند و پرسی را برای انجام آن ترک می‌کند. آن‌ها به اردوگاه برمی‌گردند و پرسی خبر مرگ بیانکا در طی سفر را به نیکو می‌دهد. نیکو پرسی را مقصر می‌داند که نتوانسته از او محافظت کند و فرار می‌کند، فقط بعد از اینکه باعث می‌شود جنگجویان اسکلتی که به اردوگاه حمله کردند در خلاء تاریک جهان زیرین سقوط کنند، بنابراین پرسی را از این واقعیت که هادس پدر نیکو و بیانکا است آگاه می‌کند.

### نبرد هزارتو
نبرد هزارتو چهارمین کتاب از این مجموعه است که در تاریخ ۶ مه ۲۰۰۸ منتشر شد.
پرسی، آنابث، گروور و تایسون به جست‌وجویی برای یافتن کارگاه دایدالوس و (شاید) ریسمان آریادنه راهی می‌شوند که لوک کاستلان و ارتشش نیز به دنبال آن هستند. یک شمشیرزن به نام کوئینتوس جایگزین آقای دی که در حال انجام مأموریت است تا خدایان کوچک را در کنار خدایان، برای جنگ قرار دهد، می‌شود. هنگامی که کارگاه را پیدا کردند، متوجه می‌شوند که کوئینتوس در واقع دایدالوس در پنجمین بدن خود است. دایدالوس می‌میرد و سپس آنها به اردوگاه برمی‌گردند و با ارتش لوک به جنگ می‌پردازند. کشته‌شدگان شامل کاستور و لی فلچر هستند. پس از نبرد، آن‌ها برای نبرد منهتن آماده می‌شوند.

### آخرین المپ‌نشین
آخرین المپ‌نشین پنجمین کتاب از این مجموعه است که در تاریخ ۵ مه ۲۰۰۹ منتشر شد.
پرسی جکسون می‌فهمد که نیروهای کرونوس خود را برای حمله به المپ آماده می‌کنند. پوزئیدون، پدر پرسی، تصمیم می‌گیرد که زمان آن رسیده است که پرسی اکنون پیشگویی بزرگ را عملی کند. به دنبال راهی برای شکست دادن کرونوس، نیکو دی‌آنجلو نقشه خود را به پرسی می‌گوید، اگرچه پرسی آن را دوست ندارد. پرسی در رود استیکس استحمام می‌کند تا بدن خود را غیر از یک قسمت کوچک انتخاب شده (قسمتی کوچک از کمر) رویین‌تن کند. کرونوس محاصره شهر نیویورک را بر عهده دارد و شهروندان آن را به خواب می‌برد. پرسی اردوگاهیان، شکارچیان، ارواح طبیعت و سانتورها را برای محافظت از کوه المپ در مقابل کرونوس و نیروهایش هدایت می‌کند. در حالی که آن‌ها از المپ محافظت می‌کنند، خدایان به مبارزه با تایفون که به سمت نیویورک راه می‌یابد، می‌پردازند. کرونوس، با در اختیار داشتن بدن لوک، به زور وارد المپ می‌شود و در تالار تخت‌های المپ با پرسی می‌جنگد. تایفون به نیویورک می‌رسد اما پس از ورود نیروهای پوزئیدون به رهبری تایسون، شکست می‌خورد.
آنابث قادر است لوک را به هوش بیاورد و پرسی چاقوی آنابث را به او می‌دهد. لوک به نقطهٔ فانی خود خنجر می‌زند، زیر بغل او (همان‌طور که از استحمام در رود استیکس رویین‌تن شده بود) تا با مرگی قهرمانانه، کرونوس را از بین ببرد و کوه المپ را نجات دهد. خدایان به پرسی و دوستانش پاداش می‌دهند و به او پیشنهاد خدا شدن و فناناپذیری می‌دهند. او این پیشنهاد را رد می‌کند اما در عوض از خدایان می‌خواهد که به همهٔ فرزندان خود توجه کنند و همهٔ خدایان، از جمله خدایان کوچک، کابین داشته باشند. وقتی زئوس همسرش را پس گرفت، نفرین اوراکل توسط هادس بخشیده شد و راشل الیزابت دیر اوراکل بعدی شد و پیشگویی بزرگ بعدی را به زبان آورد. کتاب با تبدیل شدن پرسی و آنابث به یک زوج رسمی، و ابرهای شومی که بر پیشگویی بزرگ بعدی راشل ظاهر می‌شوند پایان می‌یابد.

## آثار تکمیلی

### پرونده‌های نیمه‌خدا
پرونده‌های نیمه‌خدا که توسط ریک ریوردن نیز نوشته شده است، اولین کتاب همراه این مجموعه است. این کتاب در تاریخ ۱۰ فوریه ۲۰۰۹ منتشر شد که شامل سه داستان کوتاه، مصاحبه با اردوگاهیان، معماها و تصاویر بود. این کتاب بین نبرد هزارتو و آخرین المپ‌نشین قرار دارد. این کتاب با بازخوردهای مختلفی روبرو شد، برخی از منتقدان از کمبود مطالب قابل توجه انتقاد کردند و برخی دیگر دربارهٔ نوشتن داستان کوتاه نظر دادند. کتاب شامل داستان‌های پرسی جکسون و ارابه دزدیده شده، پرسی جکسون و اژدهای برنزی، مصاحبه‌های اردوگاه و پرسی جکسون و شمشیر هادس است. در انتهای کتاب، پرتره‌هایی از شخصیت‌های این مجموعه وجود دارد.

### راهنمای نهایی
راهنمای نهایی دومین کتاب همراه این مجموعه است، که در ۱۹ ژانویه ۲۰۱۰ منتشر شد. این کتاب دارای یک پوشش مغناطیسی و تصاویر شخصیت هولوگرافیک است که به چهار شخصیت مختلف تغییر می‌کند. ۱۵۶ صفحه آن شامل کارت‌های معاملاتی، نمودارهای تمام‌رنگی و نقشه است. این کتاب همچنین شامل فرهنگ لغت تقریباً هر هیولایی است که پرسی در این مجموعه روبرو است، همراه با برخی تصاویر، و همچنین فعالیت‌های مختلف. این کتاب از زندگی پرسی جکسون به عنوان یک دورگه، گشت و گذار در دنیای زیرین توسط نیکو دی‌آنجلو، داستان پدر و مادر سالی جکسون و سلاح‌هایی که در طول مجموعه استفاده شده است، می‌گوید. نسخه شومیز این کتاب نیز وجود دارد.

### رمان‌های گرافیکی
یک رمان گرافیکی بر اساس دزد آذرخش در ۱۲ اکتبر ۲۰۱۰ منتشر شد. این کتاب نسخه مختصر ماجراهای پرسی را در دزد آذرخش با نقاشی‌های تمام‌رنگ دنبال می‌کند. یک رمان گرافیکی براساس دومین کتاب این مجموعه، دریای هیولاها در ۲ ژوئیه ۲۰۱۳ منتشر شد. یک رمان گرافیکی دیگر براساس کتاب سوم، نفرین تیتان در ۸ اکتبر ۲۰۱۳ منتشر شد. چهارمین کتاب از این مجموعه، رمان گرافیکی نبرد هزارتو در ۲ اکتبر ۲۰۱۸ منتشر شد. آخرین کتاب این مجموعه، رمان گرافیکی آخرین المپ‌نشین در ۱۳ اوت ۲۰۱۹ منتشر شد.

### نیمه‌خدایان و هیولاها
نیمه خدایان و هیولاها یک کتاب همراه غیررسمی است و در ۱۱ فوریه ۲۰۰۹ منتشر شد. این کتاب با مقدمه‌ای از ریک ریوردن، دارای مقالاتی است که توسط نویسندگان مختلف بزرگسال جوان نوشته شده است، که به بررسی، بحث و ارائه بینش بیشتر دربارهٔ مجموعهٔ پرسی جکسون و المپ‌نشینان می‌پردازد. در ۱۹۶ صفحه، همچنین حاوی اطلاعاتی دربارهٔ مکان‌ها و شخصیت‌های مجموعه و همچنین واژه‌نامه اساطیر یونانی است.

## دیگر رسانه‌ها

### فیلم‌ها

#### پرسی جکسون و المپ‌نشینان: دزد آذرخش
اولین فیلم این مجموعه، پرسی جکسون و المپ‌نشینان: دزد آذرخش، در ۲ فوریه ۲۰۱۰ اکران شد.

#### پرسی جکسون: دریای هیولاها
دومین فیلم این مجموعه، پرسی جکسون: دریای هیولاها، در ۷ اوت ۲۰۱۳ اکران شد.

### بازی ویدئویی
برای همراهی فیلم، یک بازی ویدئویی نیز تولید شده بود. مایکل اسپلچتا به آن ۶/۱۰ داد و گفت: «پرسی جکسون و المپ‌نشینان ممکن است وقتی صحبت از بازی‌های تساوی فیلم می‌شود سر و صدا نکند، اما طرفداران نبردهای نوبتی ممکن است برخی از ویژگی‌های بازخرید کننده را در این بازی بیابند وگرنه بازی بی‌اساسی است».

### تئاتر موزیکال
در ۱۲ ژانویه ۲۰۱۷، جو تریس، یک ویراستار مجموعه حوادث ناگوار، یک اقتباس از داستان پرسی جکسون، دزد آذرخش را برای تئاترهای موزیکال آف برادوی نوشت. این تئاتر موزیکال در سال ۲۰۱۹ به یک تور ملی رفت.

### مجموعهٔ تلویزیونی
در ۱۲ دسامبر ۲۰۱۹، نویسنده ریک ریوردن در توییتر فاش کرد که وی ملاقات با دیزنی را در مورد یک اقتباس احتمالی آغاز کرده است، اما اظهار داشت که «خیلی زود است که بدانیم آیا اتفاقی می‌افتد»، اما گفت که «این کار را ادامه می‌دهد». در تاریخ ۱۴ مه ۲۰۲۰، ریوردن در توییتر خود اعلام کرد که دیزنی در پی ساخت یک لایو اکشن از مجموعه است، که فصل اول آن اقتباسی از دزد آذرخش می‌باشد. ریوردن همچنین تأیید کرد که او، به همراه همسرش بکی، در توسعه این سریال نقش خواهند داشت، تفاوت قابل توجهی با مجموعه فیلم‌ها، که در آن ریوردن عمدتاً از مراحل ساخت فیلم کنار گذاشته شد. این مجموعه در دیزنی+ منتشر شد.